# ثبت ملی فهرست اماکن تاریخی در کنتیکت

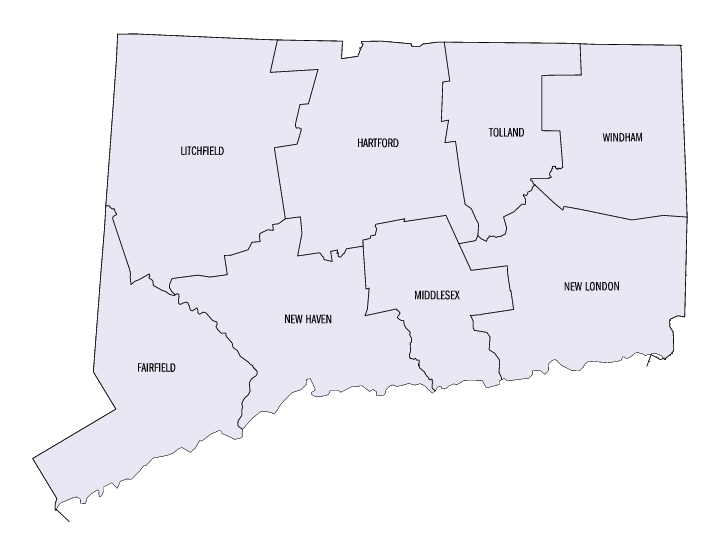

ثبت ملی فهرست اماکن تاریخی در کنتیکت (انگلیسی: National Register of Historic Places listings in Connecticut) فهرست اماکن تاریخی در کنتیکت است. این فهرست شامل ۱۵۰۰ مکان ثبت شده در۸ شهرستان کنتیکت است.

## فهرست کنونی شهرستان‌ها
نقشه همه مختصات با استفاده از گوگل مپ استخراج شده. مقادیر تقریبی براساس شهرستان‌های کنتیکت است. شمارش اماکن بر اساس داده‌هایی است که در پایگاه اطلاعات ثبت نام ملی در تاریخ ۲۴ آوریل ۲۰۰۸ به ثبت رسیده‌است؛ و فهرست‌های اماکن تاریخی جدید به صورت هفتگی پس از آن در سایت ثبت نام ملی از مکان‌های تاریخی وارد شده‌است.

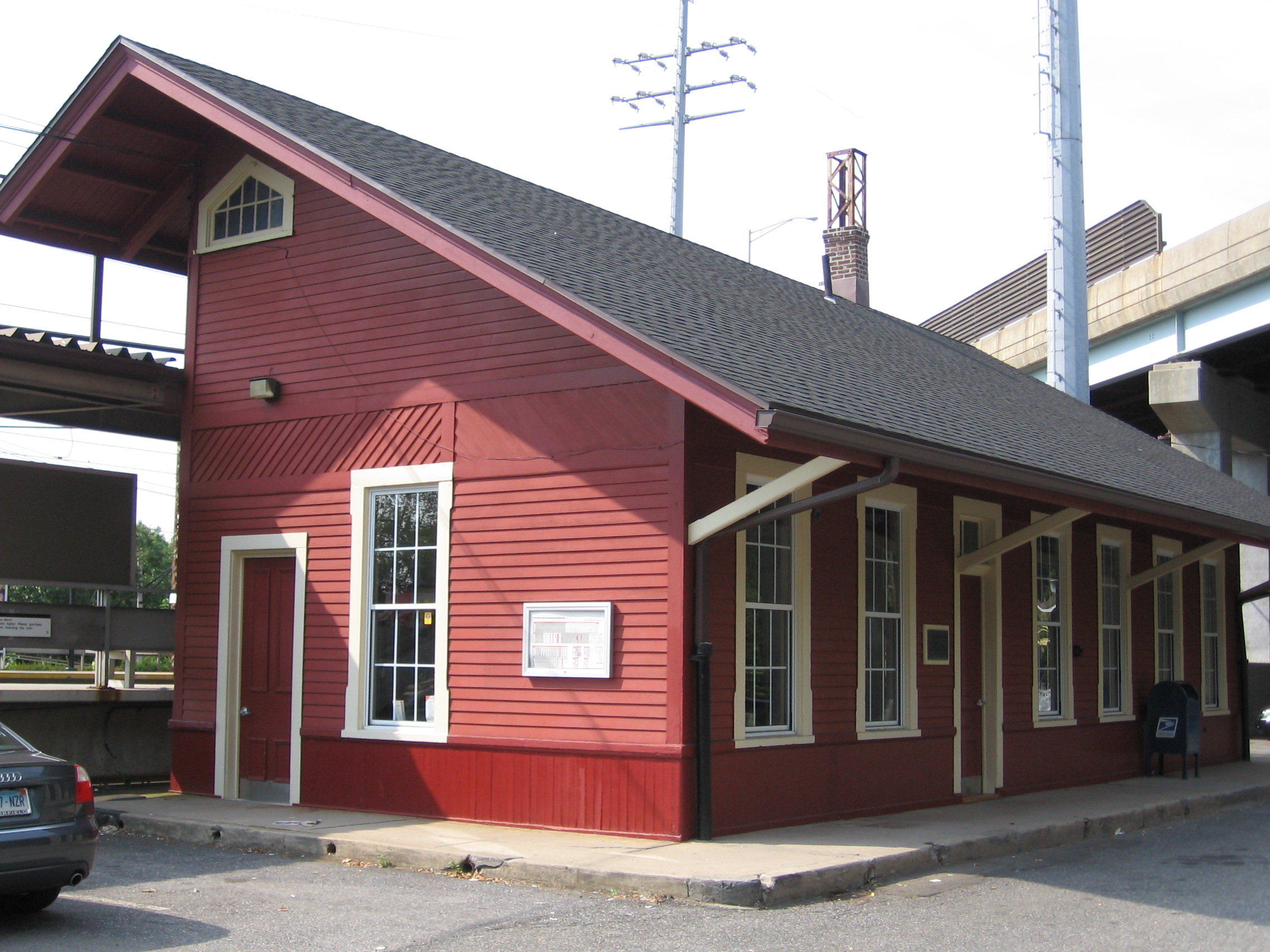
ایستگاه قطار کوزو کوب

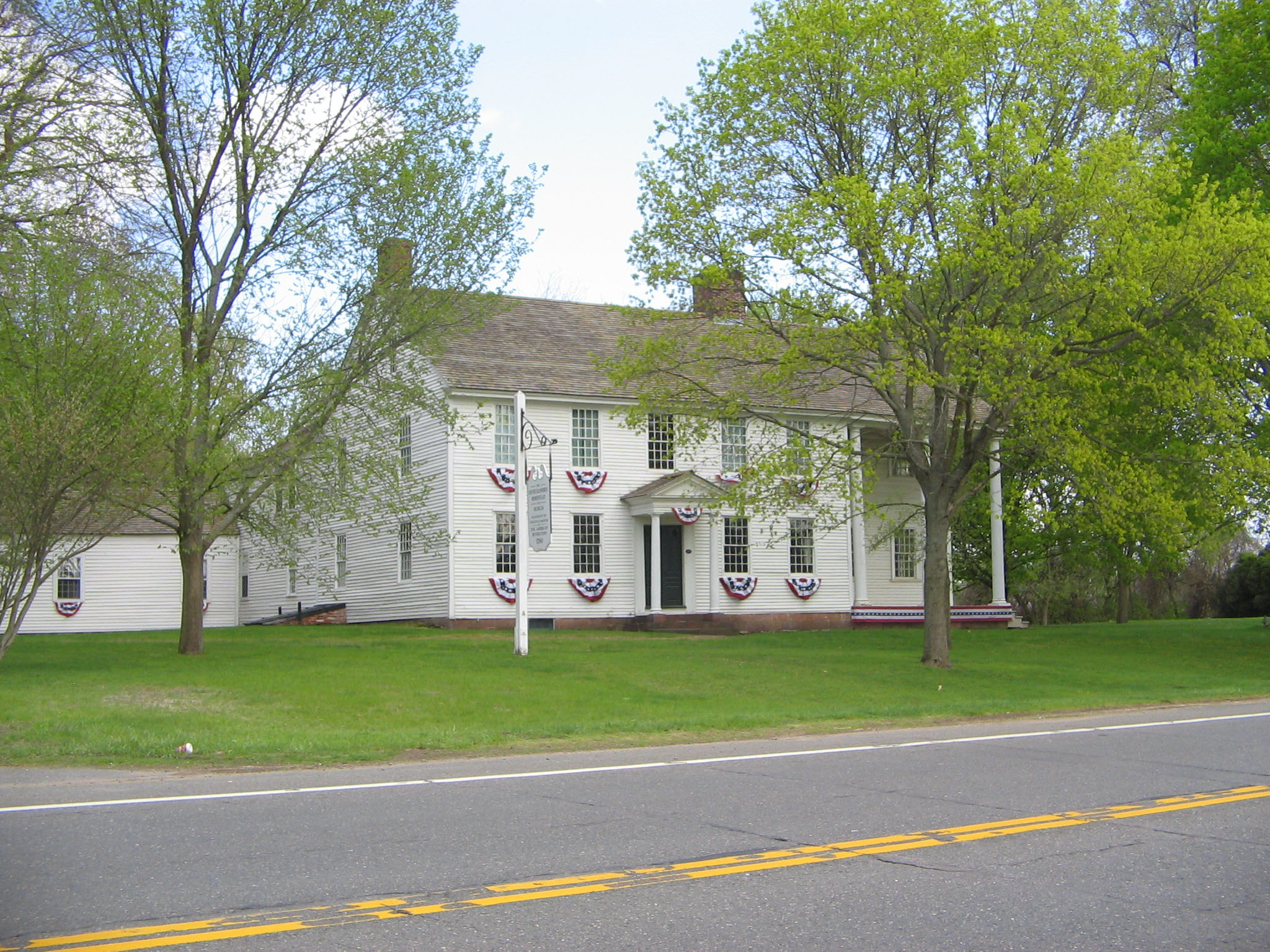
الیور السورث هومستاید

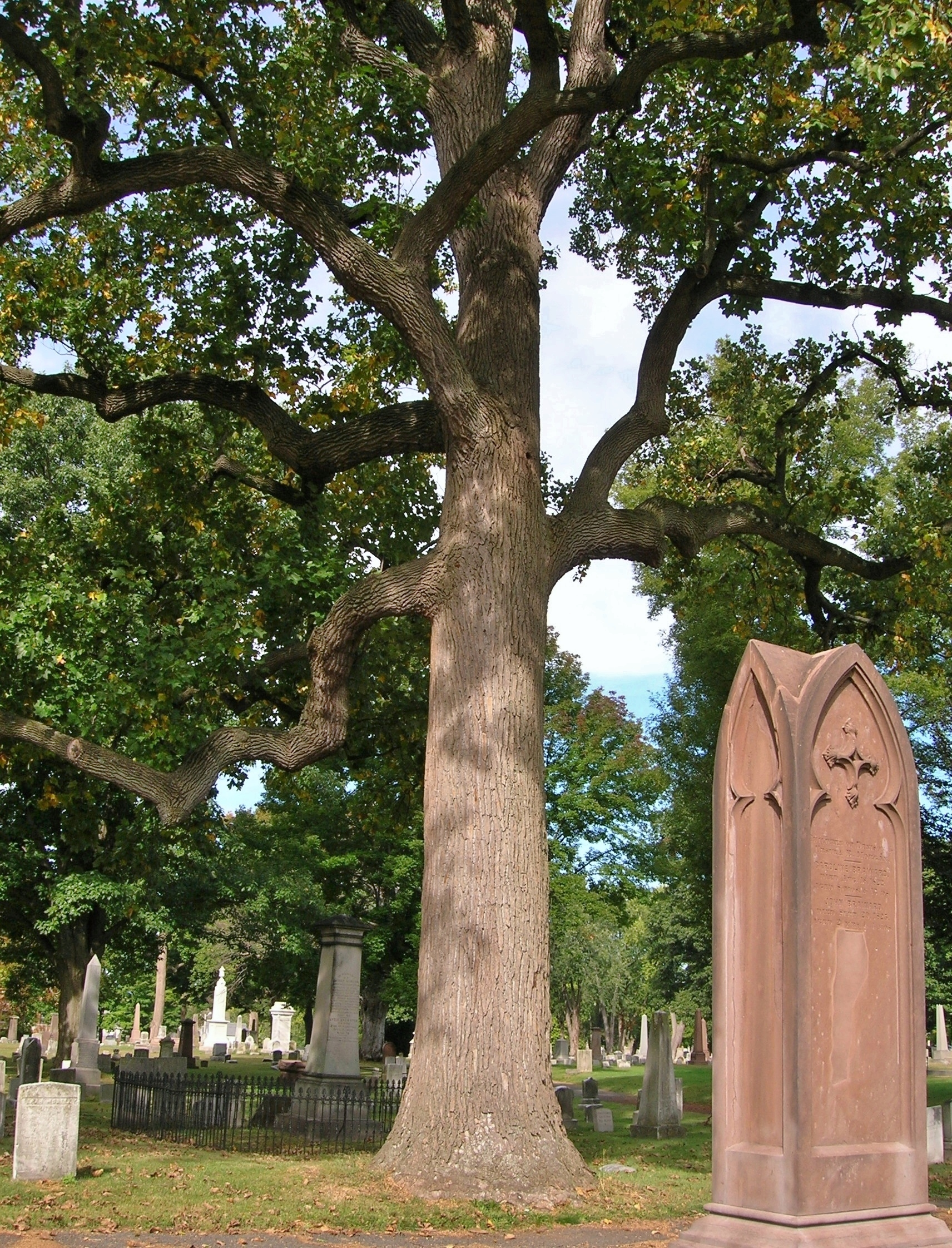
قبرستان شمالی سابق، هارتفورد، کنتیکت

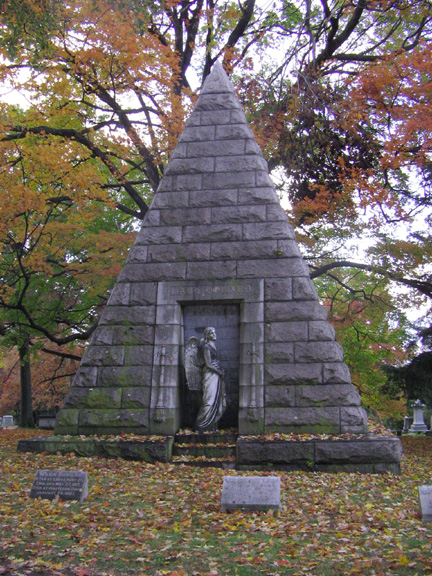
قبرستان سدار هیل ، هارتفورد، کنتیکت

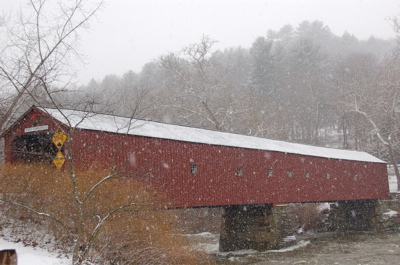
پل کورنوال غربی